# Donnie Nietes
Donnie Nietes (ur. 13 maja 1982 w Bacolod) – filipiński bokser, aktualny zawodowy mistrz świata organizacji WBO w kategorii junior muszej oraz były w kategorii słomkowej.
Karierę rozpoczął w kwietniu 2003. Jedyną jak na razie porażkę odniósł we wrześniu 2004 z Angky Angkotą (na punkty niejednogłośną decyzją sędziów).
30 września 2007, w swojej 26 walce, zdobył pas mistrzowski organizacji WBO, pokonując Taja Pornsawana Porpramooka jednogłośną decyzją na punkty. 30 sierpnia 2008, w pierwszej obronie swojego tytułu, znokautował w drugiej rundzie Eddiego Castro.
28 lutego 2009 roku pokonał na punkty Erika Ramireza. Meksykanin czterokrotnie leżał na deskach i był liczony, jednak Nietes nie zdołał zakończyć walki przed czasem. 19 września 2009 roku wygrał niejednogłośnie na punkty z Manuelem Vargasem. Dwaj sędziowie punktowali na korzyść Nietesa w stosunku 118-110 i 116-110, natomiast jeden na korzyść Vargasa w stosunku 116-112.
Rok 2010 rozpoczął od zwycięstwa przez techniczny nokaut w dziesiątej rundzie nad Jesusem Silvestre. Pas mistrzowski nie był stawką walki – WBO nie zaakceptowała Silvestre jako oficjalnego pretendenta, ponieważ nie był notowany w rankingu tej organizacji.
11 lipca 2015 wygrał jednogłośnie na punkty 115:113, 118:110 i 119:109 z byłym championem najniższej dywizji, Meksykaninem Francisco Rodriguezem Jr (17-3-1, 11 KO). Broniąc po raz siódmy obronił tytuł mistrza świata federacji WBO. 